# Omar Hani
Pour les articles homonymes, voir Hani (homonymie).
Omar Hani (en arabe : عمر هاني), né le 27 juin 1999 à Zarka, est un footballeur international jordanien. Il joue au poste d'ailier au Doxa Katokopias.

## Biographie

### En club
Le 1er septembre 2021, il rejoint le FK Qabala pour une saison, en provenance de l'APOEL Nicosie.

### En sélection
Avec les moins de 23 ans, il participe au championnat d'Asie des moins de 23 ans en janvier 2020. Lors de cette compétition organisée en Thaïlande, il joue quatre matchs. Il marque un but contre la Corée du Nord (en), puis délivre une passe décisive contre les Émirats arabes unis. La Jordanie (en) s'incline en quart de finale face à la Corée du Sud.
Il joue son premier match en équipe de Jordanie le 11 juin 2019, lors d'une rencontre amicale remportée 4-1 contre l'Indonésie.